# Spuiten en Slikken
Spuiten en Slikken (« se piquer et avaler » en français) est une émission de télévision néerlandaise. Elle est diffusée depuis octobre 2005 vers 23 heures sur BNN sur Nederland 3, chaîne publique destinée aux jeunes.
Au cours de cette émission, des chroniqueurs testent des drogues et des pratiques sexuelles le plus souvent en direct. En studio, Sophie Hilbrand anime des discussions et des débats sur ces pratiques.
L'émission a provoqué un émoi de certains parlementaires, mais le ministère de la Justice a rappelé que la possession de drogue pour sa consommation personnelle n'est pas illégale aux Pays-Bas.[réf. nécessaire]
Les animateurs sont :
- Sophie Hilbrand sur le plateau,
- Filemon Wesselink teste les drogues.
- Ties van Westing, Sander Lantinga et Dennis Storm enquêtent sur la sexualité au cours de la première saison ; pour la deuxième : Nicolette Kluijver et Dennis Storm.

En 2016, le programme a lancé en  parallèle la chaîne YouTube Drugslab qui propose des vidéos informatives sur différentes drogues.